# Neuwiedia elongata
Neuwiedia elongata är en orkidéart som beskrevs av De Vogel. Neuwiedia elongata ingår i släktet Neuwiedia och familjen orkidéer. Inga underarter finns listade i Catalogue of Life.